# 圣体共在论
同質說（Consubstantiation），亦稱為合質說或圣体共在论，是基督教神学中有关圣体实在的理论之一。与聖餐變体論（Transubstantiation）相反，它相信圣餐礼中基督的肉与血是和面包与酒同在的，而不是通过弥撒转换而成的。此学说是罗拉德派的核心思想之一，天主教视其为异端。一些信義宗信徒與牛津運動者认同这种观点，但教會、認信文和護教學家都不赞成；信義宗將其聖餐觀稱作「真實臨在」說，差異為前者可能包含「基督的血與葡萄酒物質上混合在一起」的教導，而後者認為「主基督真正的身體和血，在餅和酒之中，亦在餅和酒之下」，不與物質實體相混但又真實臨在。
在早期教会中也存在类似观点。150年左右游斯丁就曾说过：“这些被神祝福过的、滋养我们的血与肉的食物（面包和葡萄酒）也是肉身化的耶稣的血与肉”。